# 진안구 (루안시)

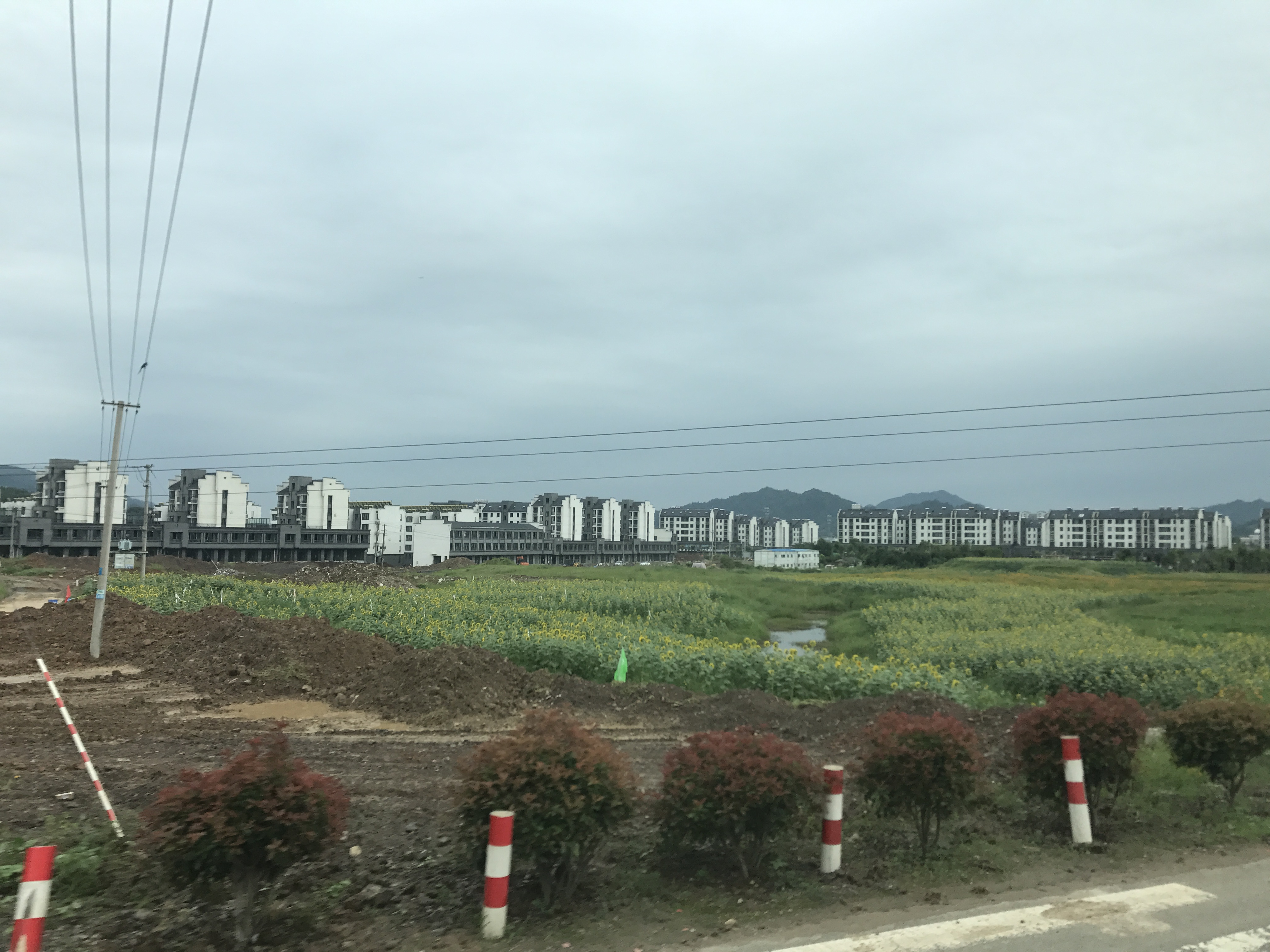

진안구(한국어: 금안구, 중국어: 金安区, 병음: Jīn'ān Qū)는 중화인민공화국 안후이성 루안 시의 현급 행정구역이다. 넓이는 1,654km2이고, 인구는 2007년 기준으로 850,000명이다.

## 행정 구역
5개 가도, 11개 진, 6개 향을 관할한다.
- 가도: 中市街道, 东市街道, 三里桥街道, 望城街道, 清水河街道.
- 진: 木厂镇, 马头镇, 东桥镇, 张店镇, 毛坦厂镇, 东河口镇, 双河镇, 施桥镇, 孙岗镇, 三十铺镇, 椿树镇.
- 향: 城北乡, 翁墩乡, 淠东乡, 中店乡, 横塘岗乡, 先生店乡.